# Almussafes
Pour le plat homonyme, voir Almussafes (plat).
Almussafes, (espagnol : Almusafes), est une commune de la province de Valence, dans la Communauté valencienne, en Espagne. Elle est située dans la comarque de la Ribera Baixa et dans la zone à prédominance linguistique valencienne. Sa population s'élevait à 8 567 habitants en 2013 et 8 979 en 2020.

## Géographie
La commune est située au sud-ouest du parc naturel de l'Albufera. Sa surface est complètement plate et ses sols argileux. Le climat est méditerranéen et les vents dominants sont du nord, de l'ouest et de l'est et c'est ce dernier qui provoque les précipitations. On y trouve une grande variété d'orangeraies.
Depuis Valence, on accède à cette ville par la V-31, en poursuivant sur l'autoroute AP-7 en direction d'Alicante et en prenant la sortie 532 sur la route CV-42. Elle possède également une gare ferroviaire sur la ligne C-2 des Cercanías de Valence (RENFE). (RENFE). Il faut savoir que la station se trouve en fait à l'autre bout du village voisin, Benifayó.

Localisation d'Almussafes
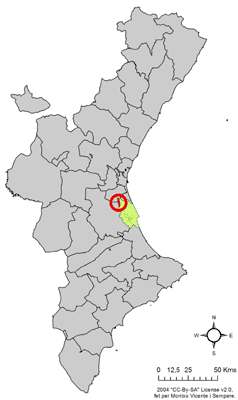
dans la Communauté valencienne.
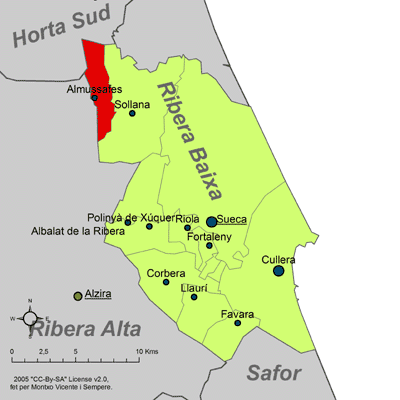
dans la comarque de la Ribera Baixa.

### Localités limitrophes

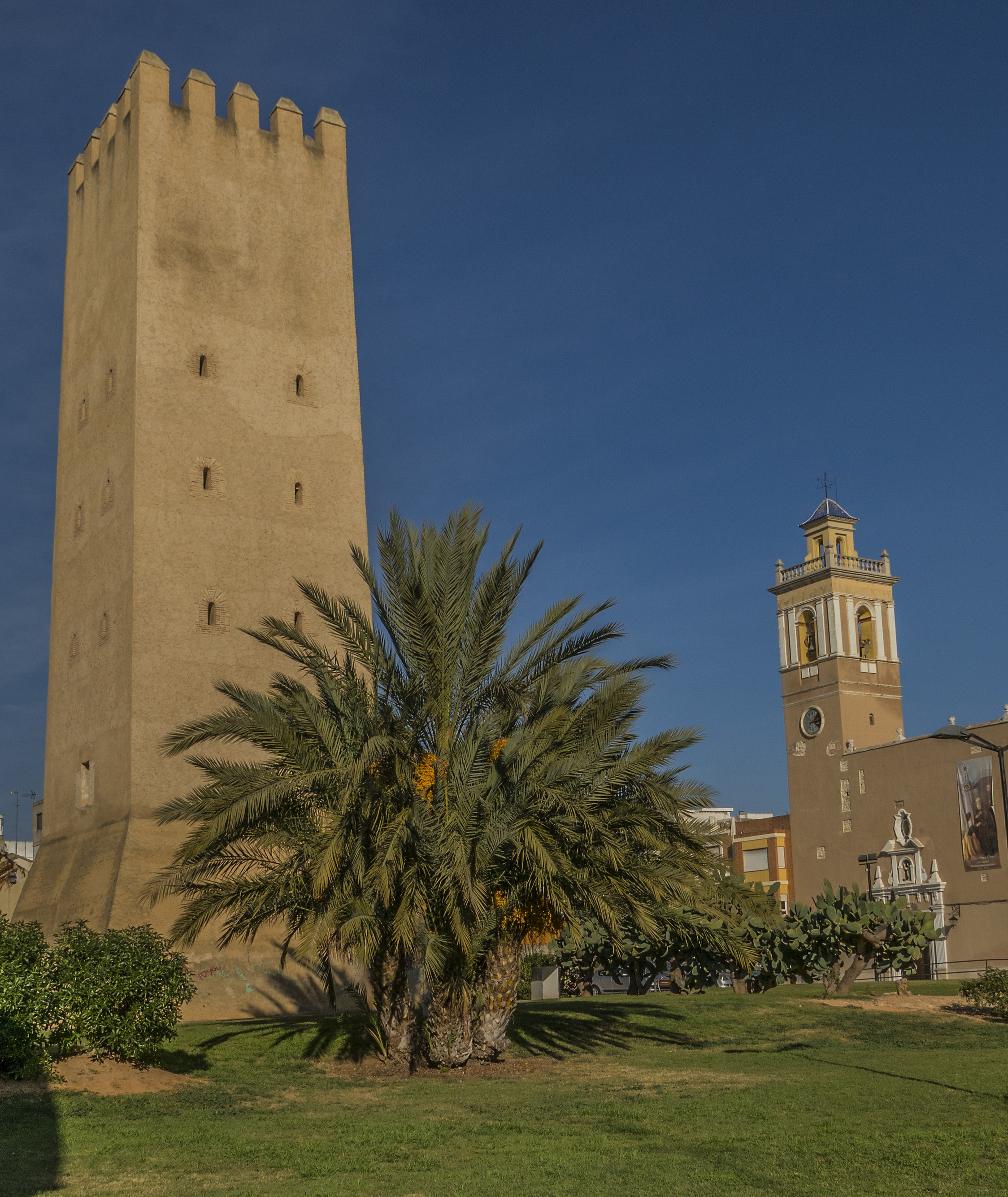
Tour Racef et l'église de Saint-Barthélemy.

Le territoire municipal d'Almussafes est voisin de celui des communes suivantes : Alginet, Benifaió, Picassent, Silla, et Sollana, toutes situées dans la province de Valence.

## Histoire
C'était à l'origine un hameau musulman, composé de plusieurs fermes et d'une tour. Il y avait ici un poste de douane (en arabe : mazaf, d'où vient le nom de la ville : Almazaf) pour percevoir les droits de transit sur les marchandises entrant et sortant de la ville voisine de Valence. En 1672, elle a été séparée de la municipalité de Benifaió.

## Économie
La zone cultivée représente la majeure partie de la commune. La plupart des terres sont irriguées et on y cultive des oignons, des pommes de terre, des oranges, du riz, du maïs et diverses variétés de fruits et légumes. L'irrigation se fait avec l'eau de l'Acequia Real del Júcar ; depuis le XVIIIe siècle, on utilise également le débit de la source Fuente del Vicario et de plusieurs puits existants. Il y a des bovins, des porcs et des volailles.
Jusqu'au 19e siècle, l'élevage du ver à soie était très important. Il y a des industries de fabrication de vêtements, une rizerie et un abattoir.

## Démographie
| 6 249 | 6 471 | 6 676 | 6 881 | 7 030 | 7 122 | 7 256 | 7 222 | 7 318 | 7 423 | 7 459 | 7 640 | 7 836 | 7 967 | 8 189 | 8 300 | 8 358 | 8 408 | 8 523 | 8 567 | 8 744 | 8 759 | 8 869 | 8 914 | 8 932 | 8 967 | 8 979 |

## Administration
Liste des maires, depuis les premières élections démocratiques.
| Législature | Nom du maire                               | Parti politique |
| ----------- | ------------------------------------------ | --------------- |
| 1979-1983   | Vicente Escrivá Ribes                      | PSPV-PSOE       |
| 1983-1987   | Vicente Escrivá Ribes                      | PSPV-PSOE       |
| 1987-1991   | Vicente Escrivá Ribes                      | PSPV-PSOE       |
| 1991-1995   | Vicente Escrivá Ribes                      | PSPV-PSOE       |
| 1995-1999   | Vicent Escrivà Ribes Josep Chaqués i Pérez | PSPV-PSOE BLOC  |
| 1999-2003   | Josep Chaques Perez                        | BNV             |
| 2003-2007   | Mª Ángeles Lorente Iglesias                | PSPV-PSOE       |
| 2007-2011   | Mª Carmen Pastor                           | PP              |
| 2011-2015   | Albert Girona Albuixech                    | Compromís       |
| 2015-2019   | Toni González Rodríguez                    | PSPV-PSOE       |
| 2019-       | Toni González Rodríguez                    | PSPV-PSOE       |

## Sports
Arrivées du Tour d'Espagne :
- 2006 :  Robert Förster[6]

## Personnalités
- Antonio Ludeña (1740-1820), jésuite, mathématicien et physicien espagnol, est né à Almussafes.